# Roccavione
Roccavione – miejscowość i gmina we Włoszech, w regionie Piemont, w prowincji Cuneo.
Według danych na rok 2004 gminę zamieszkiwało 2791 osób, 146,9 os./km².